# العلاقات الجورجية القبرصية
العلاقات الجورجية القبرصية هي العلاقات الثنائية التي تجمع بين جورجيا وقبرص.

## مقارنة بين البلدين
هذه مقارنة عامة ومرجعية للدولتين:
| وجه المقارنة                                              | جورجيا                          | قبرص                                                                 |
| --------------------------------------------------------- | ------------------------------- | -------------------------------------------------------------------- |
| المساحة (كم2)                                             | 69.70 ألف                       | 9.24 ألف                                                             |
| عدد السكان (نسمة)                                         | 3.72 مليون                      | 1.14 مليون                                                           |
| الكثافة السكانية (ن./كم²)                                 | 53.37                           | 123.38                                                               |
| العاصمة                                                   | تبليسي، كوتايسي                 | نيقوسيا                                                              |
| اللغة الرسمية                                             | اللغة الجورجية، اللغة الأبخازية | اليونانية الحديثة، اللغة التركية، لغة يونانية                        |
| العملة                                                    | لاري جورجي                      | يورو، جنيه قبرصي                                                     |
| الناتج المحلي الإجمالي (بليون دولار)                      | 15.16 مليار                     | 21.65 مليار                                                          |
| الناتج المحلي الإجمالي (تعادل القوة الشرائية) بليون دولار | 35.68 مليار                     | 26.73 مليار                                                          |
| الناتج المحلي الإجمالي الاسمي للفرد دولار أمريكي          | 3.79 ألف                        | 23.24 ألف                                                            |
| الناتج المحلي الإجمالي للفرد دولار أمريكي                 |                                 | 30.24 ألف                                                            |
| مؤشر التنمية البشرية                                      | 0.754                           | 0.850                                                                |
| رمز المكالمات الدولي                                      | +995                            | +357                                                                 |
| رمز الإنترنت                                              | .ge، .გე ‏                       | .cy                                                                  |
| المنطقة الزمنية                                           | ت ع م+04:00                     | ت ع م+02:00، ت ع م+03:00، توقيت شرق أوروبا، توقيت شرق أوروبا الصيفي ‏ |

## مدن متوأمة
في ما يلي قائمة باتفاقيات التوأمة بين مدن جورجية وقبرصية:
- ترتبط بوتي مع Larnaca Municipality  [لغات أخرى]‏ باتفاقية توأمة منذ 17 سبتمبر 1987.[15]

## منظمات دولية مشتركة
يشترك البلدان في عضوية مجموعة من المنظمات الدولية، منها:
| علم المنظمة | اسم المنظمة                             | تاريخ انضمام جورجيا | تاريخ انضمام قبرص |
| ----------- | --------------------------------------- | ------------------- | ----------------- |
|             | مؤسسة التنمية الدولية                   | 31 أغسطس 1993       | 2 مارس 1962       |
|             | المنظمة الأوروبية لسلامة الملاحة الجوية | 2012                | 1991              |
|             | المنظمة الهيدروغرافية الدولية           | ?                   | ?                 |
|             | منظمة الأمن والتعاون في أوروبا          | 24 مارس 1992        | 25 يونيو 1973     |
|             | مؤسسة التمويل الدولية                   | 29 يونيو 1995       | 2 مارس 1962       |
|             | مجلس أوروبا                             | 27 أبريل 1999       | ?                 |
|             | الأمم المتحدة                           | 31 يوليو 1992       | 20 سبتمبر 1960    |
|             | يونسكو                                  | 7 أكتوبر 1992       | 6 فبراير 1961     |
|             | الاتحاد الدولي للاتصالات                | 7 يناير 1993        | 24 أبريل 1961     |
|             | البنك الدولي للإنشاء والتعمير           | 7 أغسطس 1992        | 21 ديسمبر 1961    |
|             | الاتحاد البريدي العالمي                 | ?                   | ?                 |
|             | منظمة التجارة العالمية                  | 14 يونيو 2000       | ?                 |
|             | الفريق المعني برصد الأرض                | ?                   | ?                 |

## وصلات خارجية
- موقع وزارة الخارجية الجورجية
- موقع وزارة الخارجية القبرصية